# レアル・ベティス・バロンセスト
レアル・ベティス・バロンセストS.A.D.（Real Betis Baloncesto S.A.D.）は、スペイン・セビリアを本拠地とするプロバスケットボールチームである。2024-2025シーズンはLEBオロに所属している。

## 概略
1987年にクルブ・デポルティーボ・デ・バロンセスト・セビージャ（Club Deportivo de Baloncesto Sevilla）という名称で設立された。
2018年9月6日にレアル・ベティス・バロンセストS.A.D.（Real Betis Baloncesto S.A.D.）への改名が決定され、2018年12月15日に改名合意が承認された。
2022年4月20、千葉ジェッツふなばしとのパートナーシップ締結が発表された。
2022–23シーズンは、最終戦でレアル・マドリード・バロンセストに敗れ、CBグラナダがホベントゥート・バダローナ相手に勝利した為、LEBオロ降格となった。
2024-25シーズンは、レギュラーシーズンを4位で終え、昇格プレーオフに進出する。プレーオフでは準決勝でCBエストゥディアンテス、決勝でバロンセスト・フエンラブラダ相手に勝利し、1部復帰を決めた。しかし、7月24日に行われたリーガACBの総会で、ベティスがリーガACBへの加盟料の期限内までの支払いなど、財務上の必須条件を満たしていないと判断された結果、ベティスの1部昇格は認められなかった。

## スポンサーネーム
- カハ・サン・フェルナンド (1987-2007)
- カハソル (2007-2010)
- カハソル・バンカ・シビカ (2010-2011)
- バンカ・シビカ (2011-2012)
- カハソル (2012-2014)
- バロンセスト・セビリア (2014-2016)
- レアル・ベティス・エネルギア・プラス (2016-2019)
- コースル・レアル・ベティス (2019-2022)[8][9]

## 過去の成績
| シーズン  | リーグ                    | 順位 |
| --------- | ------------------------- | ---- |
| 1987-88   | プリメーラ・ディビシオンB | 10位 |
| 1988-89   | プリメーラ・ディビシオンB | 2位  |
| 1989-90   | リーガACB                 | 12位 |
| 1990-91   | リーガACB                 | 12位 |
| 1991-92   | リーガACB                 | 19位 |
| 1992-93   | リーガACB                 | 5位  |
| 1993-94   | リーガACB                 | 6位  |
| 1994-95   | リーガACB                 | 10位 |
| 1995-96   | リーガACB                 | 2位  |
| 1996-97   | リーガACB                 | 9位  |
| 1997-98   | リーガACB                 | 13位 |
| 1998-99   | リーガACB                 | 2位  |
| 1999-2000 | リーガACB                 | 5位  |
| 2000-01   | リーガACB                 | 12位 |
| 2001-02   | リーガACB                 | 12位 |
| 2002-03   | リーガACB                 | 12位 |
| 2003-04   | リーガACB                 | 12位 |
| 2004-05   | リーガACB                 | 10位 |
| 2005-06   | リーガACB                 | 11位 |
| 2006-07   | リーガACB                 | 13位 |
| 2007-08   | リーガACB                 | 10位 |
| 2008-09   | リーガACB                 | 14位 |
| 2009-10   | リーガACB                 | 6位  |
| 2010-11   | リーガACB                 | 11位 |
| 2011-12   | リーガACB                 | 7位  |
| 2012-13   | リーガACB                 | 15位 |
| 2013-14   | リーガACB                 | 7位  |
| 2014-15   | リーガACB                 | 15位 |
| 2015-16   | リーガACB                 | 11位 |
| 2016-17   | リーガACB                 | 16位 |
| 2017-18   | リーガACB                 | 18位 |
| 2018-19   | LEBオロ                   | 1位  |

## 歴代所属選手
- クリスタプス・ポルジンギス
- アンジェス・パセチニクス (2021-2022,2023)
- ロディオンス・クルークス (2022)
- ジェイコブ・ワイリー (2022)
- シェーン・ウィティングトン (2019-2020)
- ウィリー・エルナンゴメス
- トマシュ・サトランスキー
- オンドレイ・バルヴィン
- ボスジャン・ナックバー
- ニック・ケイ
- マルク・ガルシア
- フランシスコ・エルソン (2002-2003)
- ヴォーディミル・ゲルン (2022-2023)
- ジェローム・ジョーダン (2020-2021)
- シャノン・エバンス (2021-2023)